# Eddie Brunner
Eddie Brunner (* 19. Juli 1912 in Zürich; †  18. Juli 1960 ebenda) war ein Schweizer Jazz-Saxophonist (Tenor, Alt), Klarinettist und Bandleader des Swing.

## Werdegang
Brunner lernte neben Saxophon auch Klavier und spielte 1929 in Zürich in der Amateur-Band «Varsity Seven». Nachdem er in mehreren Tanzorchestern, u. a. 1931 in Berlin in dem des Saxophonisten René Dumont und 1933 in der des Geigers Marek Weber, gespielt hatte, wurde er 1936/37 Mitglied der «Goldenen Sieben». 1936 bis 1939 lebte er in Paris und kehrte erst bei Kriegsausbruch in die Schweiz zurück. 1939 war er bei Louis Bacon und dann im selben Jahr Mitglied der «Original Teddies» (als Solist mit dem Tenorsaxophon) von Teddy Stauffer in der Schweiz, die er 1941 von diesem übernahm, als Stauffer nach Amerika ging. Dort spielte Henry Mason, kurz auch Hazy Osterwald. 1948 wandelte er die Teddies in ein Sextett um und spielte ausserdem in den 1950er Jahren viel als Studiomusiker. Er nahm schon ab 1938 gelegentlich als Leader auf und auch in den 1940ern, während er viel mit den Teddies aufnahm. Er machte u. a. mit Bill Coleman, Willie Lewis, Glyn Paque, dem französischen Jazztrompeter Philippe Brun, Lale Andersen und den Peters Sisters Aufnahmen.
Ab ungefähr Mitte 1948 wurde Eddie Brunner vom damaligen Chef des Unterhaltungsorchesters Cedric Dumont als Tonmeister im Radiostudio Basel engagiert.